# To Die For
To Die For er en amerikansk satirefilm fra 1995, instrueret af Gus Van Sant. Filmen har Nicole Kidman, Joaquin Phoenix og Casey Affleck to rollelisten. Den skildrer den dedikerede karriere-kvinde Suzanne Stone, som ønsker berømmelse som vært for vejrudsendelser på TV. Kidman modtog hendes første Golden Globe for hendes præstation. Filmen er baseret på  Joyce Maynards roman af samme navn, som selv bygger på den sande historie om Pamela Smart.

## Medvirkende
- Nicole Kidman - Suzanne Stone-Maretto
- Matt Dillon - Larry Maretto
- Joaquin Phoenix - Jimmy Emmett
- Casey Affleck - Russell Hines
- Illeana Douglas - Janice Maretto
- Alison Folland - Lydia Mertz
- Dan Hedaya - Joe Maretto
- Maria Tucci - Angela Maretto
- Wayne Knight - Ed Grant
- Kurtwood Smith - Earl Stone
- David Cronenberg - Man ved søen

## Ekstern henvisning
- To Die For på Internet Movie Database (engelsk)
- To Die For på Filmdatabasen
- To Die For på Scope
- To Die For i Svensk Filmdatabas (svensk)
- To Die For på AlloCiné (fransk)
- To Die For på MovieMeter (nederlandsk)
- To Die For på AllMovie (engelsk)
- To Die For hos American Film Institute (engelsk)
- To Die Fors profil hos Encyclopædia Britannica Online (engelsk)
- To Die For på Turner Classic Movies (engelsk)